# DSB MF
Die DSB-Baureihe MF (II) sind in Dänemark für die Danske Statsbaner vom Hersteller ABB Scandia in Randers entworfene, dreiteilige Dieseltriebzüge für den überregionalen Verkehr.
Die Bauart ist unter der Bezeichnung IC3 in Dänemark seit 1989 im Einsatz. Seit 1993 existiert eine Weiterentwicklung mit der Bezeichnung IR4 (siehe DSB-Baureihe ER); vierteilige elektrische Triebzüge, die mit den IC3 gekuppelt und im Zugverband gefahren werden können. Für die dänischen Privatbahnen wurde zudem eine zweiteilige, einfacher ausgestattete Variante unter der Bezeichnung IC2 entwickelt.
1928 gab es bereits eine Baureihe MF (I) mit 18 Benzintriebwagen.

## Design und Technik
Seine Besonderheit ist ein wegklappbarer Führerstand, der zu einem Durchgang umfunktionierbar ist. Auf diese Weise lassen sich maximal fünf IC3- oder IR4-Einheiten zu einem durchgängigen Zug kuppeln. Das Verbinden mehrerer Einheiten erfolgt über selbsttätige Scharfenbergkupplungen mit seitlichen Kontaktaufsätzen. Der Wagenübergang ist dank des Gummiwulstes zugluftdicht. Die Gummiwülste werden im Regelfall mit Druckluft gefüllt und damit in Form gehalten, zum Kuppeln und Entkuppeln werden sie entleert.
Eine Einheit besteht aus drei Wagenkästen (Motorwagen MFA + Mittelwagen FF + Motorwagen MFB), die auf insgesamt vier Drehgestellen (davon zwei Jakobs-Drehgestelle) ruhen. Sie hat die Achsfolge (1A)(A1)(1A)(A1), vier Dieselmotoren des Herstellers Deutz, eine mechanische Kraftübertragung und erreicht eine Höchstgeschwindigkeit von 180 km/h. Die ursprünglich eingebauten Motoren vom Typ Deutz BF8L513CP (V8-Zylinder, luftgekühlt) hatten eine Leistung von je 294 kW. Ab 2005 wurden die Fahrzeuge remotorisiert und sämtliche Motoren durch neue vom Typ TCD2015 (V6-Zylinder, wassergekühlt), ebenfalls von Deutz, mit je 330 kW ersetzt. Der Auftrag umfasste 380 Antriebsmodule mit einem Gesamtvolumen von 55 Millionen Euro. Im Zug der Remotorisierung wurden die ursprünglichen Getriebe (5-Gang-Automatikgetriebe vom Typ Ecomat 5HP600 des Herstellers ZF Friedrichshafen) gegen neue 12-Gang-Automatikgetriebe vom Typ AS Tronic Rail (Variante 12 AS 2303 R), ebenfalls von ZF Friedrichshafen, ersetzt.
Bei den Dieselmotoren handelt es sich um je zwei A-Motoren, die zur Energieversorgung notwendig sind, und zwei B-Motoren für den reinen Fahrbetrieb. Selbst wenn nur noch ein A-Motor einsatzbereit ist, ist eine Weiterfahrt möglich.
Die Einzelfahrzeuge sind unterschiedlich ausgestattet:
| Baureihe | Fahrzeug- nummern | Sitzplätze            | Länge     | Typ         | Leistung   | Bemerkungen                                                                            |
| -------- | ----------------- | --------------------- | --------- | ----------- | ---------- | -------------------------------------------------------------------------------------- |
| MFA      | 5001–5096         | 1. Kl.: 16 2. Kl.: 22 | 20 540 mm | Triebwagen  | 2 × 294 kW | 5093–5096 1993 von Blekinge Länstrafik AB gekauft ehemals SJ Y2 1367, 1368, 1370, 1371 |
| FF       | 5401–5496         | 2. Kl: 64             | 17 740 mm | Mittelwagen |            |                                                                                        |
| MFB      | 5201–5296         | 2. Kl: 36             | 20 540 mm | Triebwagen  | 2 × 294 kW |                                                                                        |

Die Triebzüge sind mit dem Zugbeeinflussungssystem ATC für Dänemark, die Einheiten MF 5076 bis 5092 zusätzlich mit PZB 90 für Deutschland ausgestattet. Diese wurden unter anderem bis Dezember 2019 für die EuroCity-Züge auf der Vogelfluglinie von Kopenhagen über Puttgarden eingesetzt. Ab 2020 verkehren IC-Züge von Aarhus über Padborg nach Hamburg sowie von Kopenhagen über den Großen Belt nach Hamburg.
Um Züge ähnlicher Bauart handelt es sich bei Einheiten der Baureihe ET, die zwischen Dänemark und Schweden verkehren. Diese Züge sind den IC3 zwar äußerlich ähnlich, jedoch handelt es sich um eine eigenständige Entwicklung, die nicht elektrisch mit den IC3 oder IR4 kuppelbar ist.
Die Einheit MF 5006 stellte am 22. Oktober 1991 mit 204,6 km/h einen dänischen Geschwindigkeitsrekord zwischen Årup und Middelfart auf.
Für die Züge wurde 2018 ein umfassendes Renovierungsprogramm aufgestellt, wobei große Teile des Innenraums ersetzt werden. Dazu werden neue Teppiche und Sitze eingebaut. Nach den Investitionen in Höhe von 250 Mio. Kronen werden die Züge für weitere zehn Jahre in Betrieb bleiben.
Am 13. November 2019 wurden die ersten sechs mit ETCS ausgerüsteten Züge von der Werkstatt in Langå wieder dem Betriebsdienst übergeben. Die Hochrüstung mit den Zugbeeinflussungseinrichtungen wurde in enger Zusammenarbeit zwischen Banedanmark, dem Zulieferer Alstom und DSB durchgeführt.
2020 wurden zwei in Israel bereits abgestellte Garnituren als Ersatzteilspender gekauft, die am 21. Januar 2021 mit dem Schiff in Grenå ankamen. Die Wagenkästen und Drehgestelle wurden anschließend in die Centralværkstedet Aarhus gebracht, um dort das Ersatzteillager zu füllen.

## Einsatz
Die Triebwagen werden auf verschiedenen Linien im nationalen Fernverkehr sowie auf der Intercity-Linie von Fredericia über Padborg nach Flensburg eingesetzt. Als EuroCity zwischen Kopenhagen und Hamburg verkehren sie nur ersatzweise.
Bis zur Inbetriebnahme der Storebæltsbro am 14. Juni 1998 wurden die IC3 in Dänemark unter anderem wie folgt eingesetzt:
- ein Zugverband aus fünf Einheiten verließ Kopenhagen in Richtung Westen
- in Korsør wurde eine Einheit abgestellt, die restlichen vier Einheiten auf die Fähre über den Großen Belt nach Fünen verladen
- in Fredericia auf Jütland wurde der Zug erneut geteilt:
  - zwei Einheiten verkehrten nach Aarhus im Norden, von wo eine nach Struer, die andere nach Frederikshavn weiter fuhr
  - eine Einheit verkehrte nach Sønderborg im Süden
  - eine Einheit verkehrte nach Esbjerg im Westen[9]

## RENFE-Baureihe 594

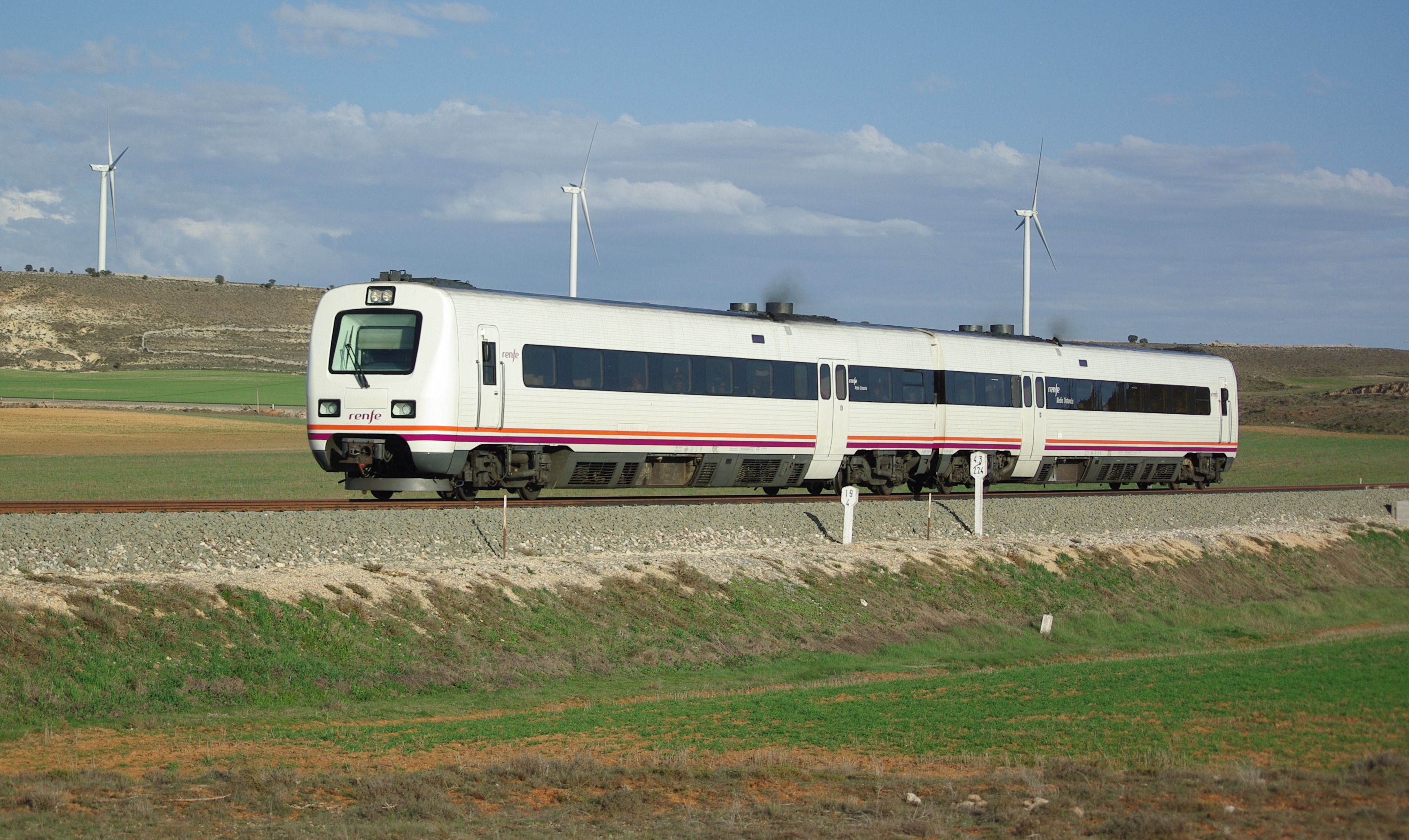
Triebwagen in Spanien nach Umbau

Die spanische RENFE erhielt 22 Züge dieses Typs in einer modifizierten, zweiteiligen Version. Die in die Baureihe 594 eingeordneten Triebwagen wurden in Lizenzfertigung von CAF geliefert, sie laufen auf vier Drehgestellen für iberische Breitspur. Acht Doppeltriebwagen sind mit Neigetechnik ausgerüstet, bei den anderen 14 wurden die Stirnfronten inzwischen umgebaut, so dass die begehbare Verbindung zwischen den Zugteilen entfiel. Zwei Einheiten erhielten umspurbare Drehgestelle nach dem System CAF Brava (Bogie de rodadura de ancho variable autopropulsado, angetriebenes Drehgestell mit variabler Spurweite) für den Übergang auf Regelspur.

## Einsatz in Schweden und  Israel
Züge der Bauart IC3 wurden nach Schweden und Israel verkauft und sind dort im Einsatz.
Von den ursprünglich 20 in Schweden unter der Bezeichnung Y2 (1367 bis 1386) im Regionalverkehr auf der Stångådalsbana und Tjustbana eingesetzten IC3-Garnituren fahren heute noch die Einheiten 1379–1384 als Kustpilen. Die 1367, 1368, 1370 und 1371 kamen 2003 von der Blekinge Kustbana zur DSB und wurden in MF 5093 bis 5096 umgezeichnet.
Der Y2 1376 wurde nach einem Unfall in Nosaby 2004 instand gesetzt und mit den übrigen neun Fahrzeugen nach Israel verkauft, so dass dort insgesamt 46 Einheiten verkehrten. Sie waren zuerst zwischen Be’er Scheva und Naharija im Einsatz und später auf dem gesamten israelischen Eisenbahnnetz anzutreffen. Sie verbanden dabei auch Tel Aviv und Jerusalem.
2011 gab es Überlegungen, aufgrund fehlender Fahrzeuge in Dänemark Triebzüge aus Israel zurückzukaufen. Nach Ansicht der Herstellerfirma sei das notwendige Wissen für eine Restrukturierung der Fahrzeuge vorhanden. Die Triebzüge könnten nach einer Überarbeitung noch 20 Jahre verkehren. Alle Ende 2023 noch vorhandenen Triebzüge wurden zu diesem Termin abgestellt. Insgesamt 33 Triebzüge wurden im Jahr 2024 aus Israel an das rumänische Unternehmen Ferotrans TFI verkauft, welches plant, die Triebzüge zukünftig rund um Iași einzusetzen.

## Bildergalerie

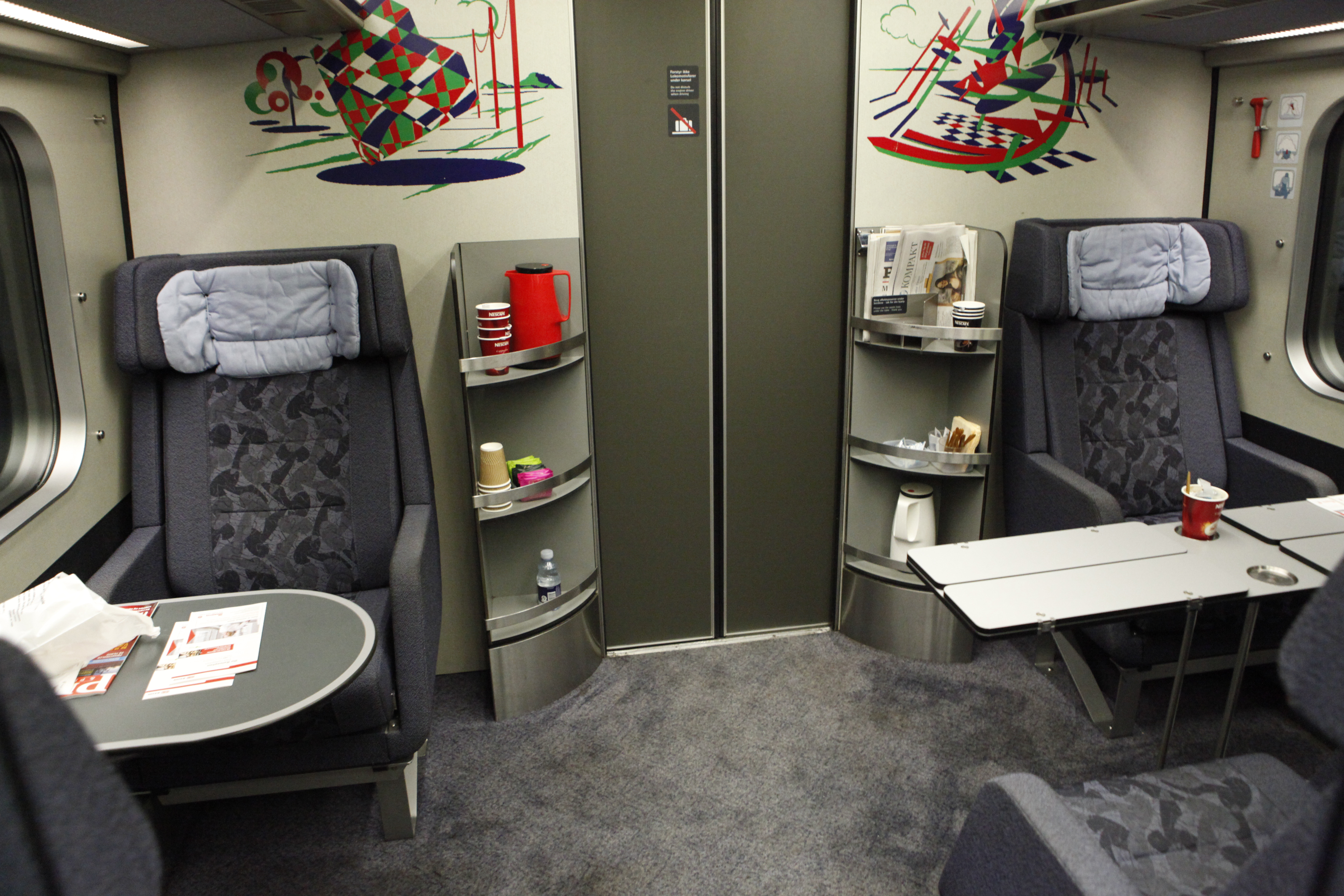
Ruhebereich der 1. Klasse mit Getränke-Selbstbedienung
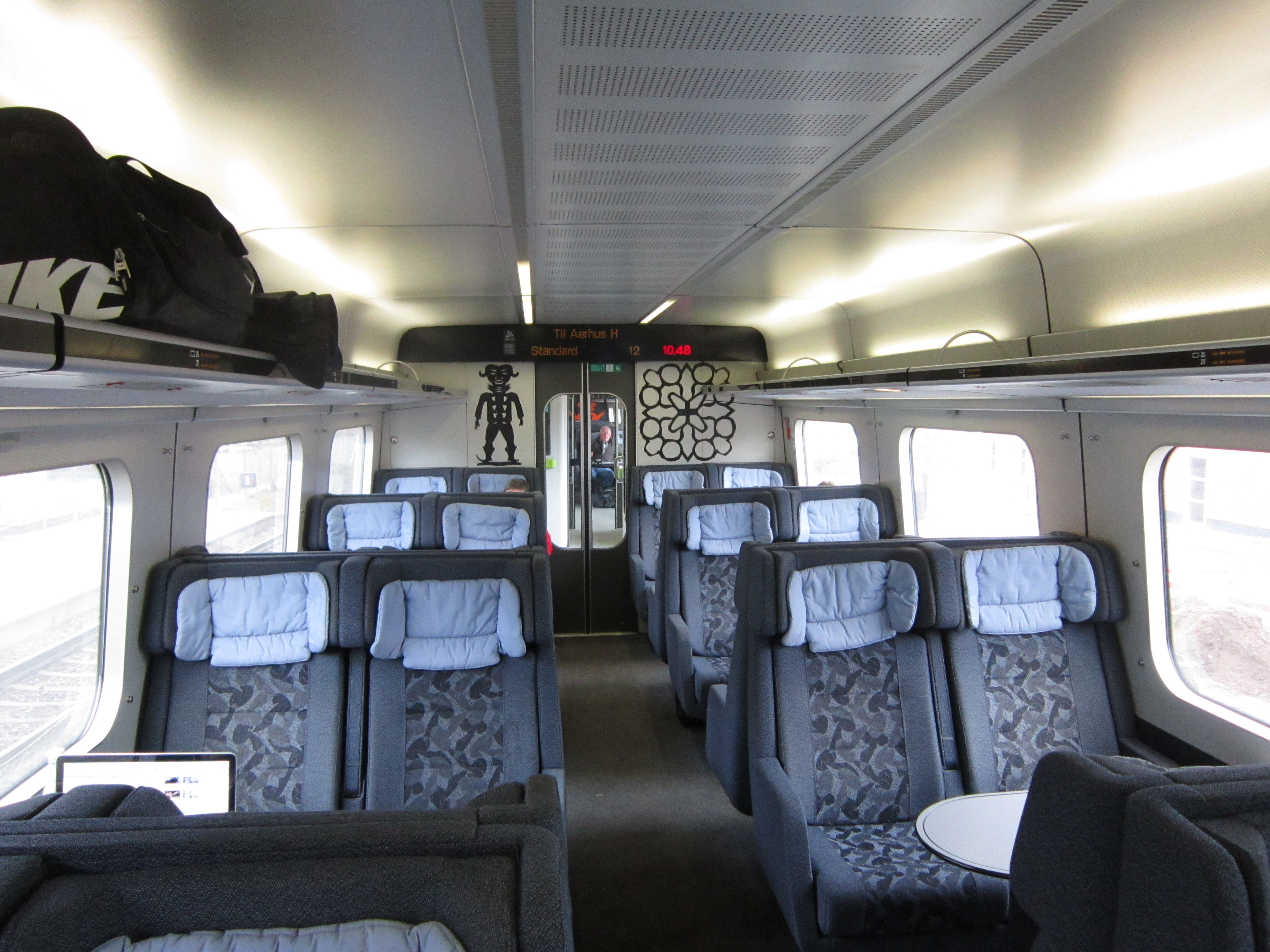
Vis-à-vis-Sitzgruppen mit Tisch der 2. Klasse
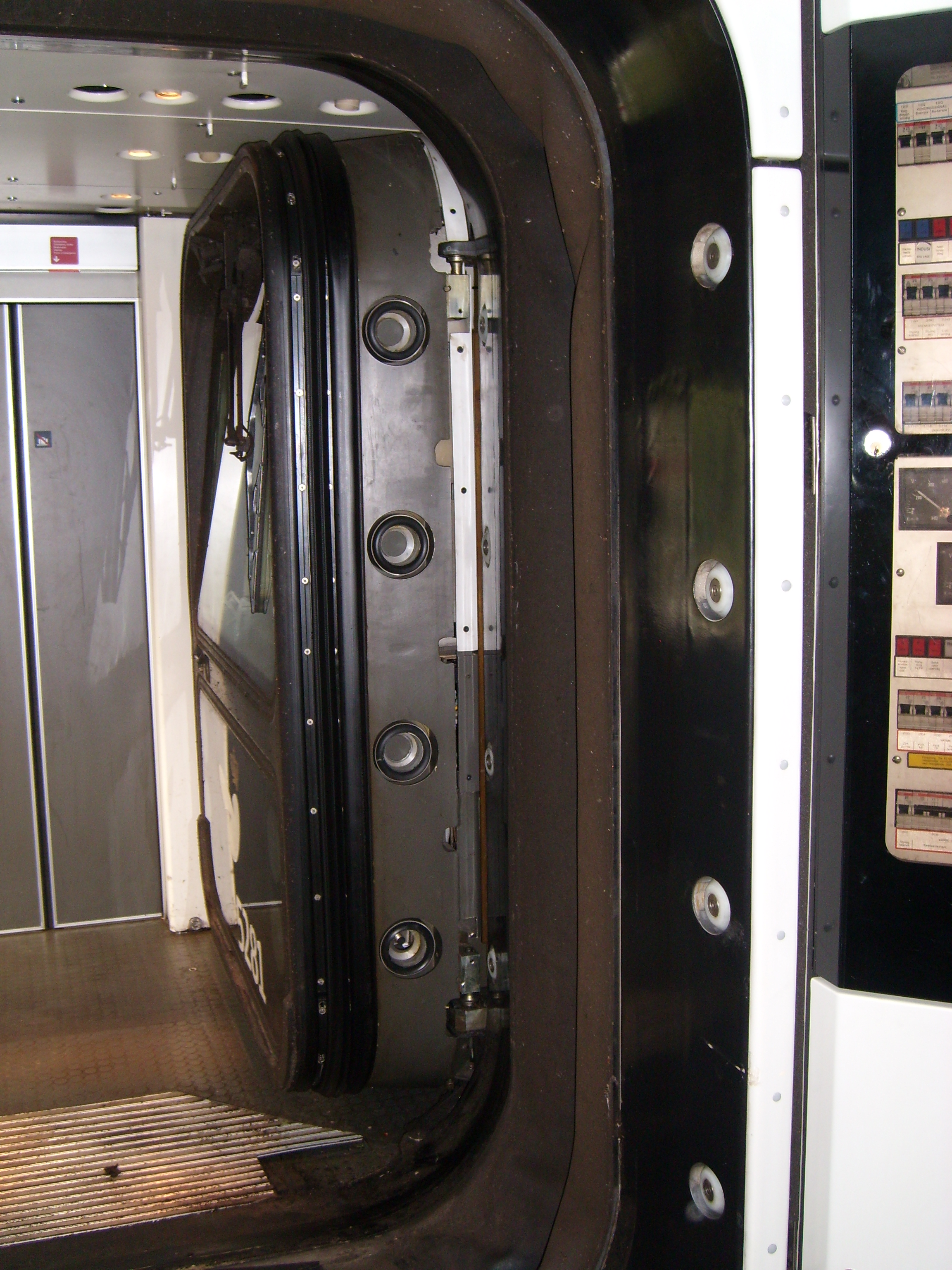
Verbindungsstelle zweier IC3-Zugeinheiten
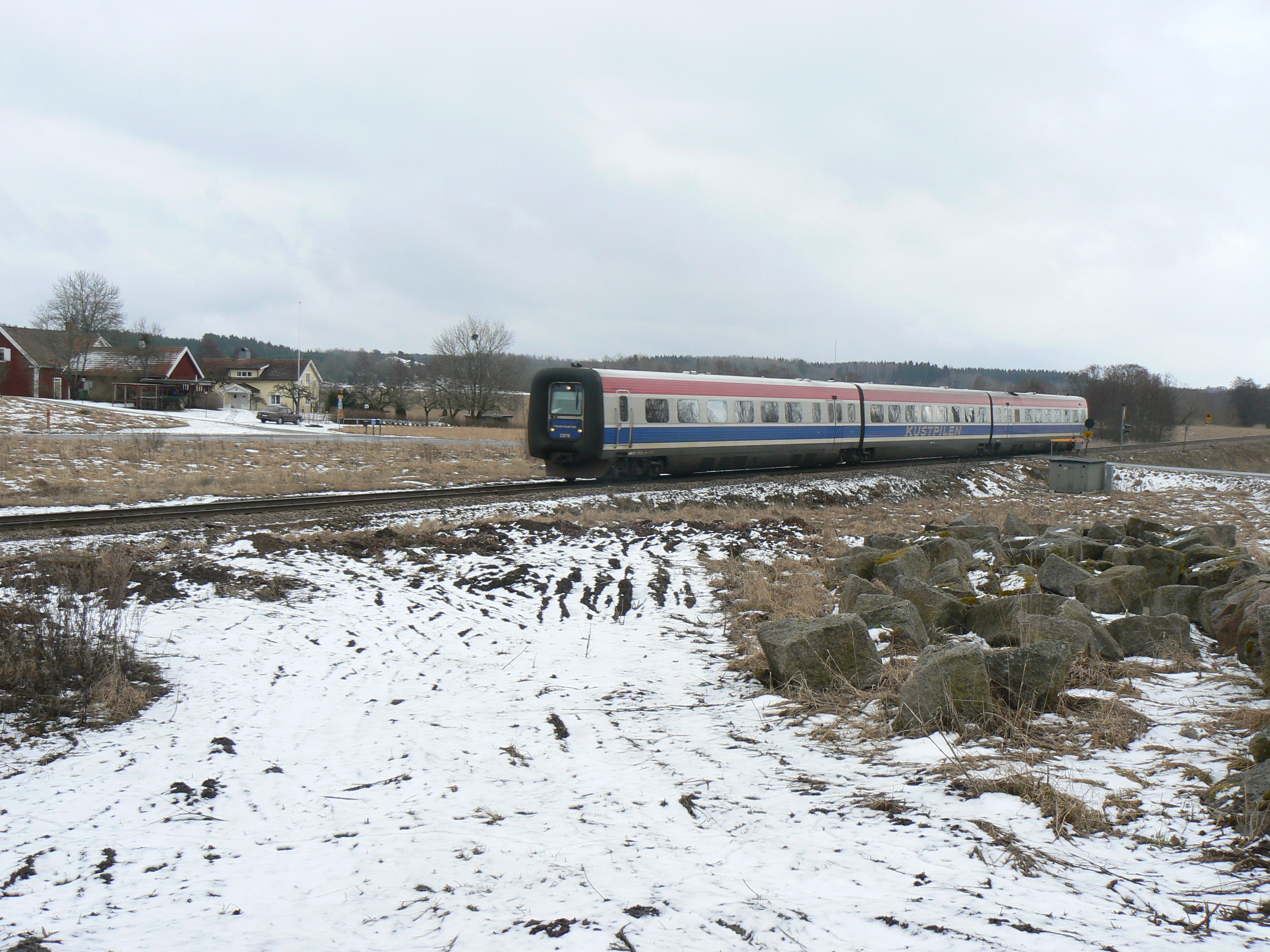
SJ Y2 als Kustpilen in Schweden
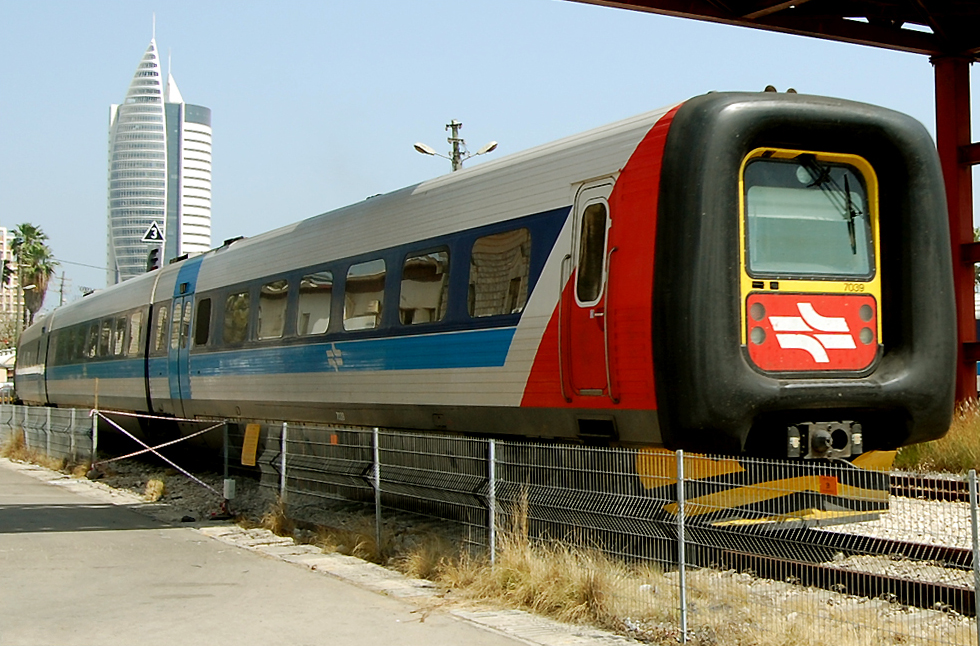
IC3 in Israel